# Regnitz
Il Regnitz è un fiume tedesco che scorre in Baviera, affluente del Meno.

## Il nome
Che il nome provenga dallo slavo Rekavica è una questione controversa. In Franconia i nomi di Pegnitz, Redniz, e Regnitz vengono spesso confusi, dato che tutti e tre confluiscono in un unico corso d'acqua.

## Percorso
Il Regnitz nasce della confluenza fra i fiumi Pegnitz e Rednitz presso la cittadina di Fürth e, dopo un percorso di circa 59 km si getta nel Meno a Bamberga. La sua lunghezza viene spesso indicata sommata a quella del Rednitz, che sale in questo caso a 162 km.
Una parte di alveo del Regnitz presso Bamberga è incorporata in un canale che connette il Meno al Danubio: il Canale Meno-Danubio.

## Affluenti
- Farrnbach (presso Unterfarnbach),
- Zenn (presso Stadeln, frazione di Fürth),
- Michelbach,
- Gründlach (presso Kleingründlach),
- Hutgraben (presso Eltersdorf),
- Langenaugraben (presso Eltersdorf)

- Aurach (presso Erlangen),
- Bimbach,
- Röthelheimgraben
- Schwabach (presso Erlangen),
- Seebach (presso Kleinseebach),
- Schlangenbach,
- Gemeindebrunnenbach,
- Hirtenbach (presso Heroldsbach),
- Wiesent (presso Forchheim),
- Rinniggraben (presso Eggolsheim)
- Aisch (bei Trailsdorf),
- Deichselbach (presso Altendorf)

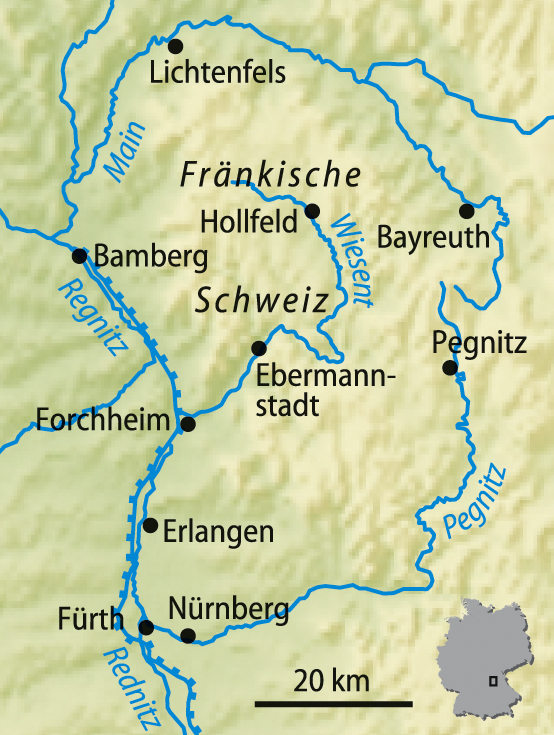
Il bacino del Regnitz

- Reiche Ebrach (presso Hirschaid),
- Rauhe Ebrach (a nord-est di Pettstadt)
- Zeegenbach (a nord-est di Pettstadt)
- Aurach (a nord-est di Pettstadt)
- Sendelbach

## Immagini del Regnitz

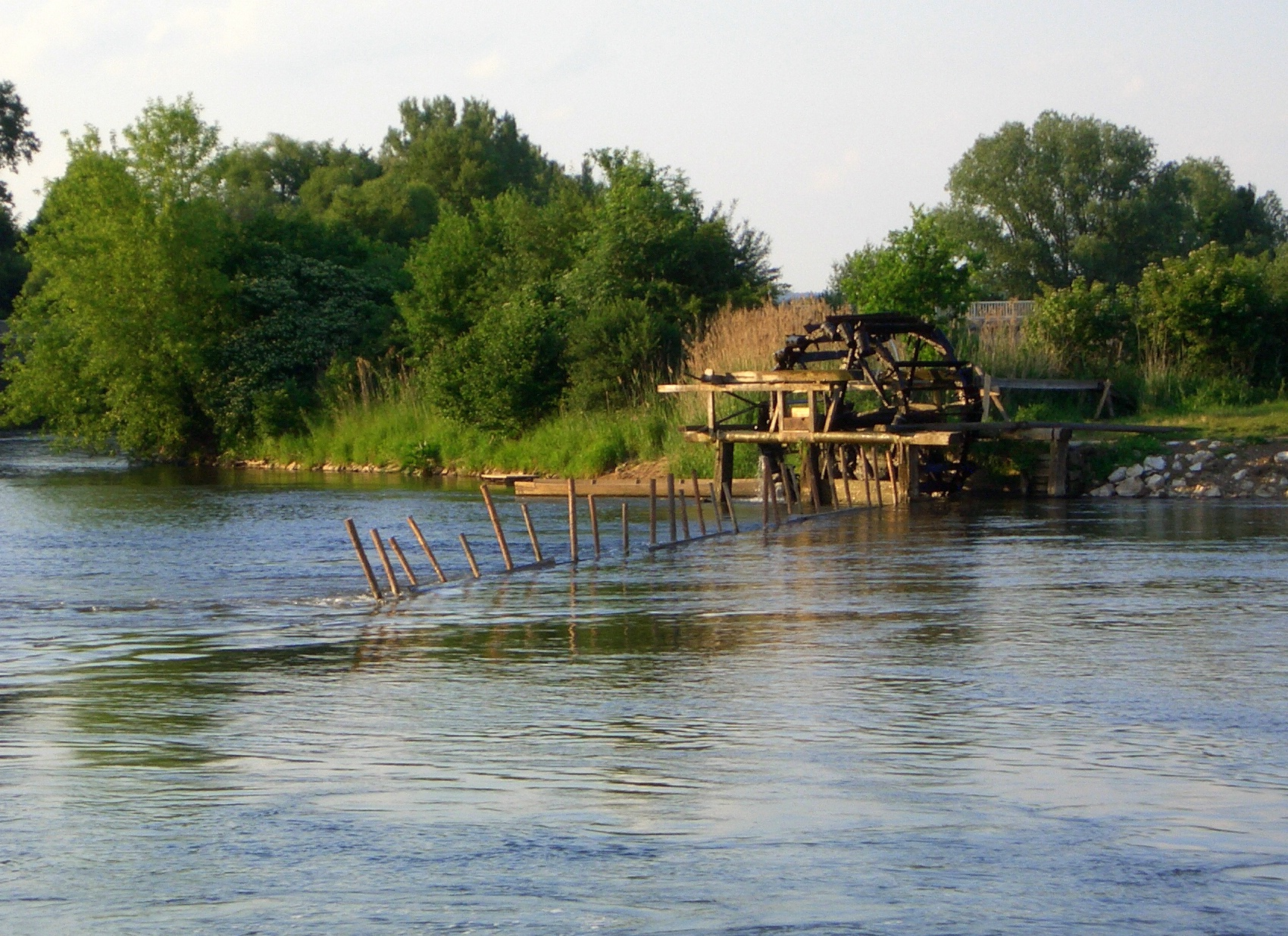
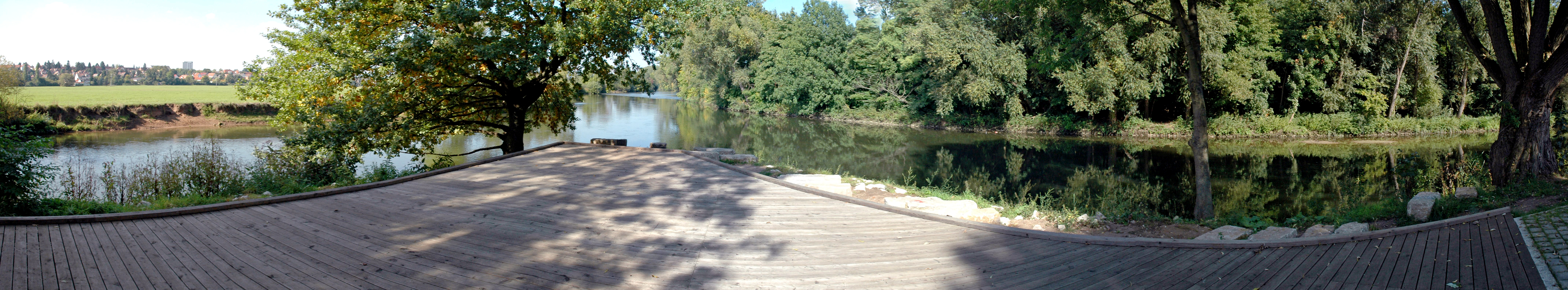
Regnitz, confluenza del Rednitz e del Pegnitz a Fürth, da sud
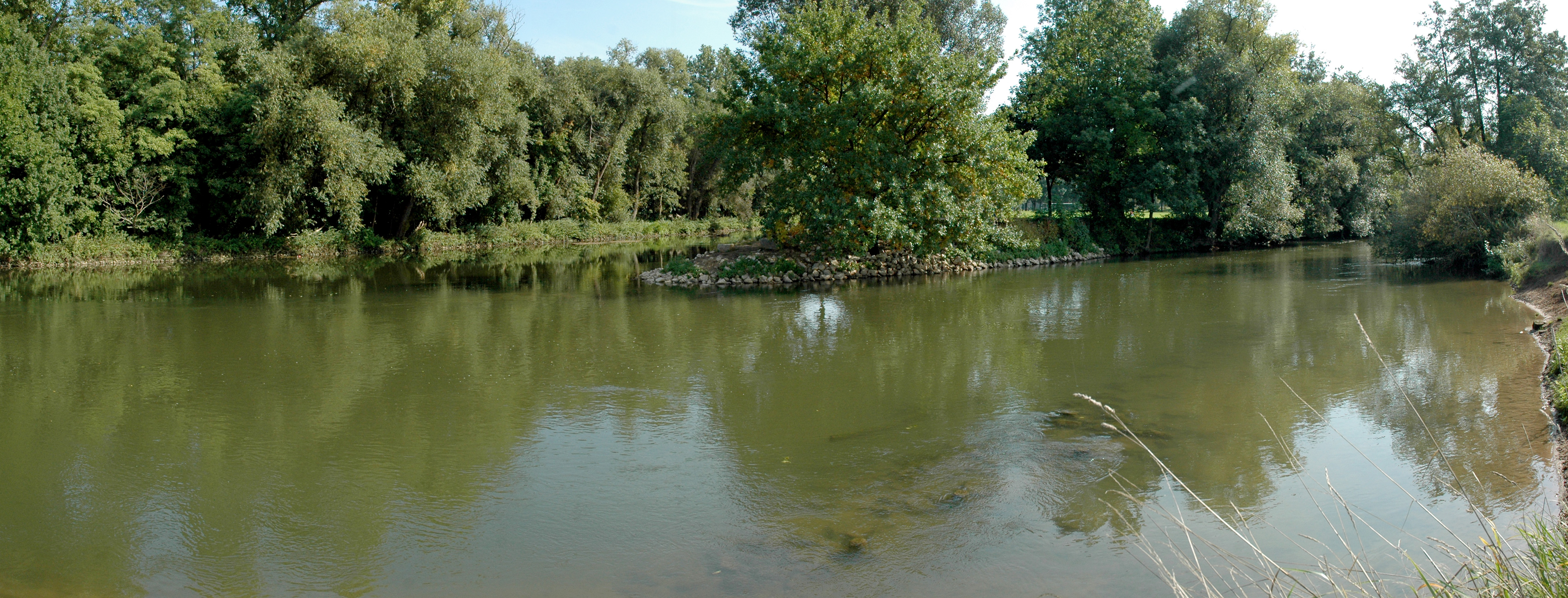
idem c.s. da nord
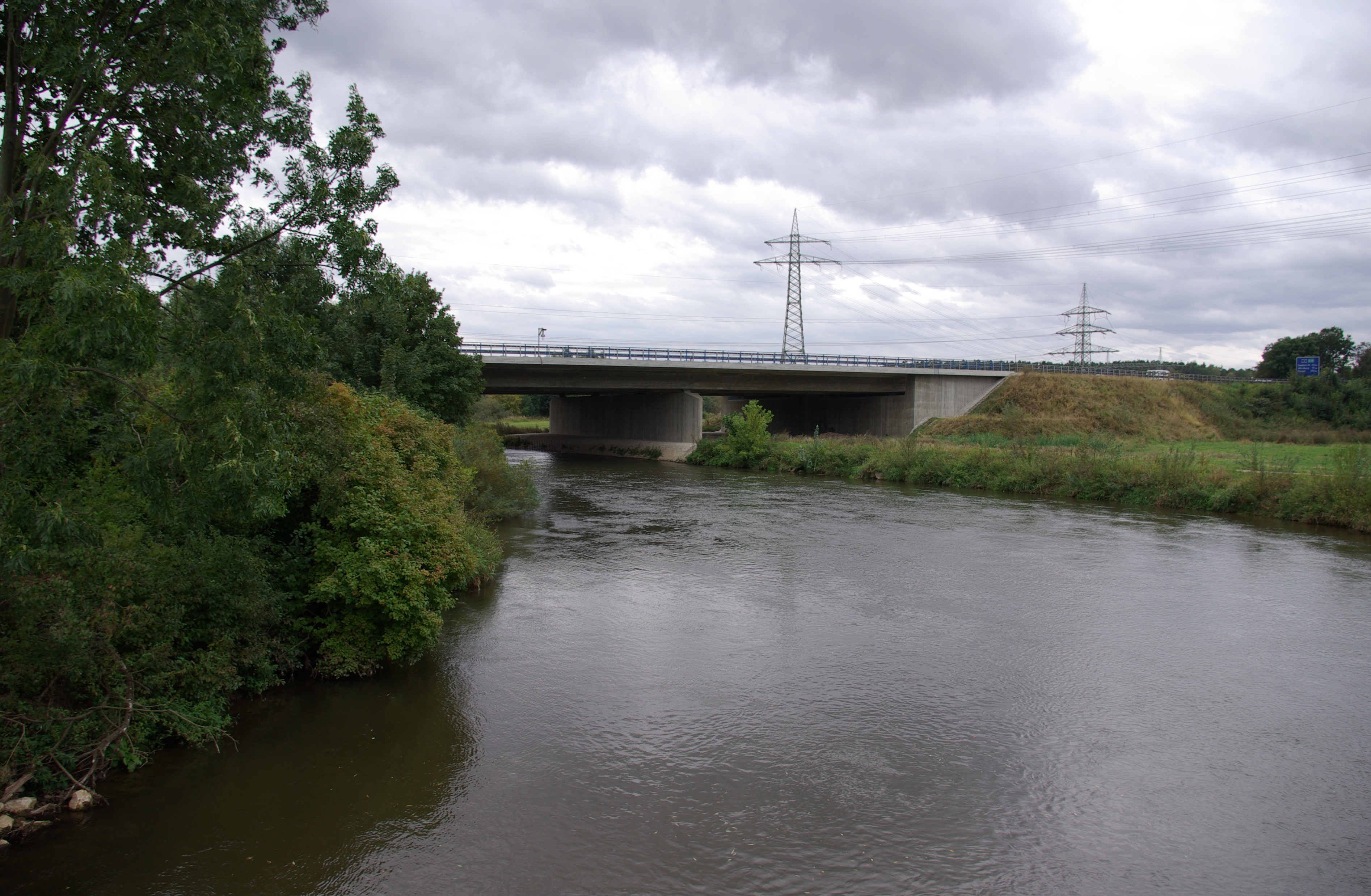
Ponte della A 3 sul Regnitz presso Eltersdorf
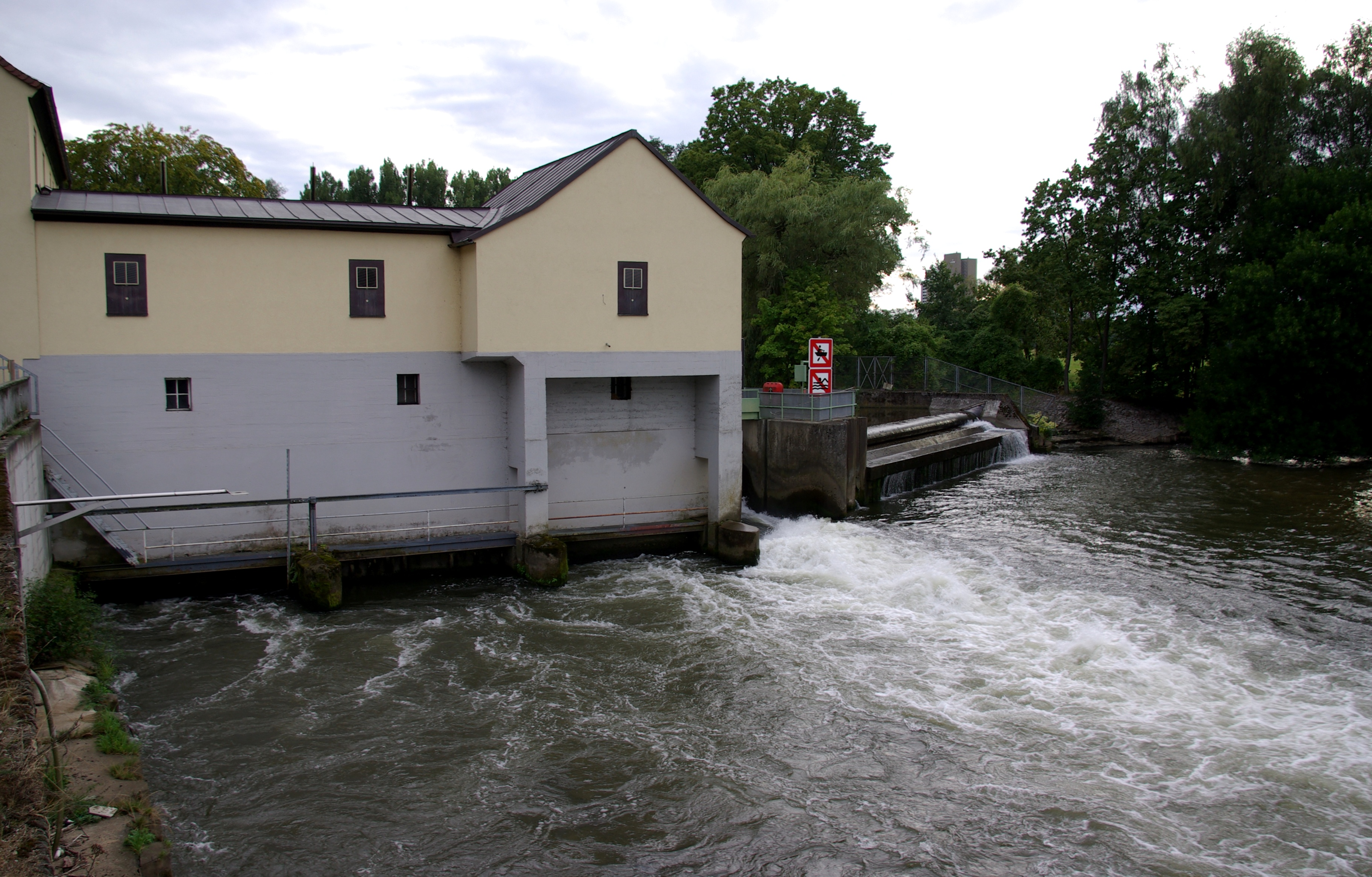
Centrale idroelettrica sul Regnitz a Erlangen, 2009
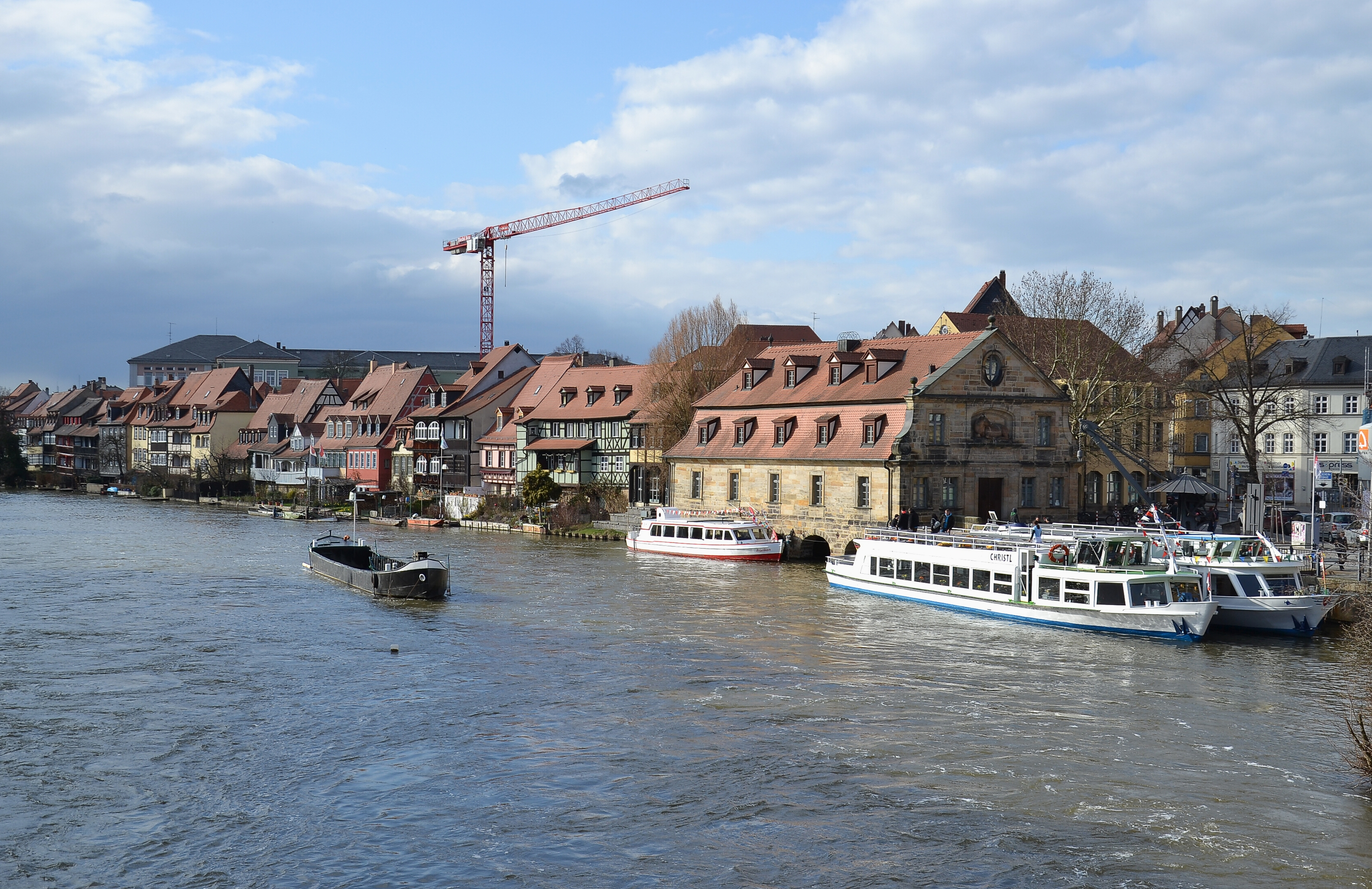
Storico luogo di pesca Klein Venedig sul Regnitz a Bamberga